# Central Butte
Central Butte est un village situé dans le centre-sud de la province canadienne de la Saskatchewan. En 2021, sa population atteint 416 habitants contre 372 en 2016.